# American Basketball Association 2003-2004
La stagione di American Basketball Association 2003-2004 fu la 3ª stagione della nuova ABA. La stagione finì con la vittoria dei Long Beach Jam, che sconfissero i Kansas City Knights per 126 a 123 nella finale unica disputata.
Entrarono a far parte della Lega altre tre franchigie: i Fresno Heatwave, gli Juárez Gallos de Pelea, e i Tijuana Diablos.
Cessarono invece di esistere i Detroit Dogs, i Memphis Houn'Dawgs, gli Indiana Legends, i Kentucky Pro Cats e i Phoenix Eclipse.
Infine i Southern California Surf si trasferirono a Long Beach, diventando i Long Beach Jam, mentre i Las Vegas Slam cambiarono nome in Las Vegas Rattlers.

## Squadre partecipanti
- Fresno Heatwave
- K.C. Knights
- Jersey Squires
- Juárez Gallos

- Las Vegas Rattlers
- Long Beach Jam
- Tijuana Diablos

## Classificaregular season
| Squadra                | V  | P  | PCT  |
| ---------------------- | -- | -- | ---- |
| Long Beach Jam         | 24 | 7  | 77,4 |
| Kansas City Knights    | 23 | 9  | 71,9 |
| Juárez Gallos de Pelea | 18 | 12 | 60,0 |
| Fresno Heatwave        | 13 | 16 | 44,8 |
| Tijuana Diablos        | 12 | 18 | 40,0 |
| Las Vegas Rattlers     | 10 | 18 | 35,7 |
| Jersey Squires         | 3  | 23 | 11,5 |

## Play-off
|  | Quarti di finale | Quarti di finale | Quarti di finale |            |             | Semifinali  | Semifinali | Semifinali |  |  | Finali ABA | Finali ABA | Finali ABA |  |
|  |                  |                  |                  |            |             |             |            |            |  |  |            |            |            |  |
|  | 2                | Kansas City      | 101              |            |             |             |            |            |  |  |            |            |            |  |
|  | 2                | Kansas City      | 101              |            |             |             |            |            |  |  |            |            |            |  |
|  | 7                | Jersey           | 91               |            |             |             |            |            |  |  |            |            |            |  |
|  | 7                | Jersey           | 91               |            | 2           | Kansas City | 100        |            |  |  |            |            |            |  |
|  |                  |                  |                  |            | 2           | Kansas City | 100        |            |  |  |            |            |            |  |
|  |                  |                  | 3                | Juárez     | 99          |             |            |            |  |  |            |            |            |  |
|  | 3                | Juárez           | 3                | Juárez     | 99          | 133         |            |            |  |  |            |            |            |  |
|  | 3                | Juárez           |                  |            |             |             |            |            |  |  |            |            |            |  |
|  | 6                | Tijuana          | 120              |            |             |             |            |            |  |  |            |            |            |  |
|  | 6                | Tijuana          | 120              |            | Kansas City | Kansas City | 123        |            |  |  |            |            |            |  |
|  |                  |                  |                  |            |             |             |            |            |  |  |            |            |            |  |
|  |                  |                  | Long Beach       | Long Beach | 126         |             |            |            |  |  |            |            |            |  |
|  |                  |                  |                  | Long Beach | 126         |             |            |            |  |  |            |            |            |  |
|  |                  |                  |                  |            |             |             |            |            |  |  |            |            |            |  |
|  |                  |                  |                  |            |             |             |            |            |  |  |            |            |            |  |
|  |                  | 1                | Long Beach       | bye        |             |             |            |            |  |  |            |            |            |  |
|  |                  |                  |                  | bye        |             |             |            |            |  |  |            |            |            |  |
|  |                  |                  |                  |            |             |             |            |            |  |  |            |            |            |  |

| Campione ABA 2004        |
| ------------------------ |
| Long Beach Jam 1º titolo |

## Premi ABA
- ABA Most Valuable Player: Joe Crispin[2], Kansas City Knights
- ABA Coach of the Year: Earl Cureton, Long Beach Jam
- ABA Offensive Player of the Year: Derrick Dial, Long Beach Jam
- ABA Defensive Player of the Year: Juaquin Hawkins, Long Beach Jam
- ABA Executive of the Year: Rafael Fitzmaurice, Juárez Gallos de Pelea
- ABA General Manager of the Year: Steve Chase, Long Beach Jam